# Terence Young (réalisateur)
Pour les articles homonymes, voir Terence Young et Young.
Terence Young est un scénariste et réalisateur britannique, né le 20 juin 1915 à Shanghai (Chine) et mort le 7 septembre 1994 à Cannes (France) d'une crise cardiaque. 
Il est notamment connu pour avoir réalisé trois des films de la série des James Bond, James Bond 007 contre Dr No (1962), Bons Baisers de Russie (1963) et Opération Tonnerre (1965).

## Biographie
À l'âge de 21 ans Terence Young entre dans le monde du cinéma en tant que script aux studios d'Elstree. Son premier scénario est On the Night of the Fire  (1940), avec Ralph Richardson, et il obtient par la suite sa première expérience de directeur artistique pendant la 2e guerre mondiale. Sa carrière proprement dite en tant que réalisateur débute en 1950 avec le film Les Bérets rouges (The Red Beret ) (1953), avec Alan Ladd, à la gloire des États-Unis et de la Grande-Bretagne durant la Seconde Guerre mondiale. Les critiques ont désigné ce film comme le meilleur film d'action réalisé par Young, qui a aussi réalisé trois des quatre premiers films d'aventures de James Bond.
En 1979, Young accepte d'assurer le montage (et une partie de la réalisation) du téléfilm Les Longs Jours (Al-Ayyam Al-Tawila), commandité par Saddam Hussein et à la gloire du dictateur irakien.
Il s’est marié deux fois; avec l'actrice Sabine Sun et avec la femme de lettres et scénariste britannique,  Dorothea Bennett. 

## Filmographie

### Réalisateur
- 1948 : L'Étrange Rendez-vous (Corridor of Mirrors)
- 1948 : Une nuit avec vous (en) (One Night with You)
- 1949 : Les Ennemis amoureux (Woman Hater)
- 1950 : Trois des chars d'assaut (They Were Not Divided)
- 1951 : La Vallée des aigles (Valley of Eagles)
- 1952 : The Tall Headlines
- 1953 : Les Bérets rouges (The Red Beret)
- 1955 : La Princesse d'Eboli (That Lady)
- 1955 : Les Quatre Plumes blanches (Storm Over the Nile)
- 1956 : Safari
- 1956 : Zarak le valeureux (Zarak)
- 1957 : Au bord du volcan (Action of the Tiger)
- 1958 : La Brigade des bérets noirs (No Time to Die)
- 1959 : Teddy Boys (Serious Charge)
- 1960 : La Blonde et les Nus de Soho (Too Hot to Handle)
- 1961 : Les Collants noirs
- 1961 : Les Horaces et les Curiaces (Orazi e Curiazi)
- 1962 : James Bond 007 contre Dr No (Dr. No)
- 1963 : Bons Baisers de Russie (From Russia with Love)
- 1965 : Les Aventures amoureuses de Moll Flanders (The Amorous Adventures of Moll Flanders)
- 1965 : Guerre secrète (The Dirty Game)
- 1965 : Opération Tonnerre (Thunderball)
- 1966 : Opération Opium (The Poppy Is Also a Flower)
- 1967 : Peyrol le boucanier (L'avventuriero)
- 1967 : La Fantastique Histoire vraie d'Eddie Chapman (Triple Cross)
- 1967 : Seule dans la nuit (Wait Until Dark)
- 1968 : Mayerling
- 1969 : L'Arbre de Noël (The Christmas Tree)
- 1970 : De la part des copains (Cold Sweat)
- 1971 : Soleil rouge
- 1972 : Cosa Nostra (The Valachi Papers)
- 1973 : Les Amazones (Le guerriere dal seno nudo)
- 1974 : L'Homme du clan (The Klansman)
- 1975 : Jackpot — film inachevé
- 1979 : Liés par le sang (Bloodline)
- 1981 : Inchon
- 1983 : La Taupe (The Jigsaw Man)
- 1988 : Marathon (Run for Your Life)

### Scénariste
- 1939 : Cette nuit-là (en) (On the Night of the Fire) de Brian Desmond Hurst
- 1940 : A Call for Arms (en) de Brian Desmond Hurst (court-métrage de propagande)
- 1941 : Le Concerto de Varsovie (en) (Dangerous Moonlight) de Brian Desmond Hurst
- 1942 : Service secret (Secret Mission) de Harold French
- 1942 : A Letter from Ulster (en) de Brian Desmond Hurst
- 1944 : On Approval (en) de Brian Desmond Hurst
- 1946 : La gloire est à eux (en) (Theirs Is the Glory) de Brian Desmond Hurst
- 1947 : Les Monts brûlés (en) (Hungry Hill) de Brian Desmond Hurst
- 1949 : Les Amours de Lord Byron (The Bad Lord Byron) de David MacDonald
- 1950 : Trois des chars d'assaut (They Were Not Divided) de Terence Young
- 1951 : La Vallée des aigles (Valley of Eagles) de Terence Young
- 1958 : La Brigade des bérets noirs (No Time to Die) de Terence Young
- 1962 : James Bond 007 contre Dr No (Dr. No) de Terence Young
- 1966 : Atout cœur à Tokyo pour OSS 117 de Michel Boisrond
- 1969 : L'Arbre de Noël (The Christmas Tree) de Terence Young
- 1973 : Les Amazones (Le guerriere dal seno nudo) de Terence Young
- 1977 : Opération Foxbat (en) (Foxbat) de Po-Chih Leong